# Viola × williamsii

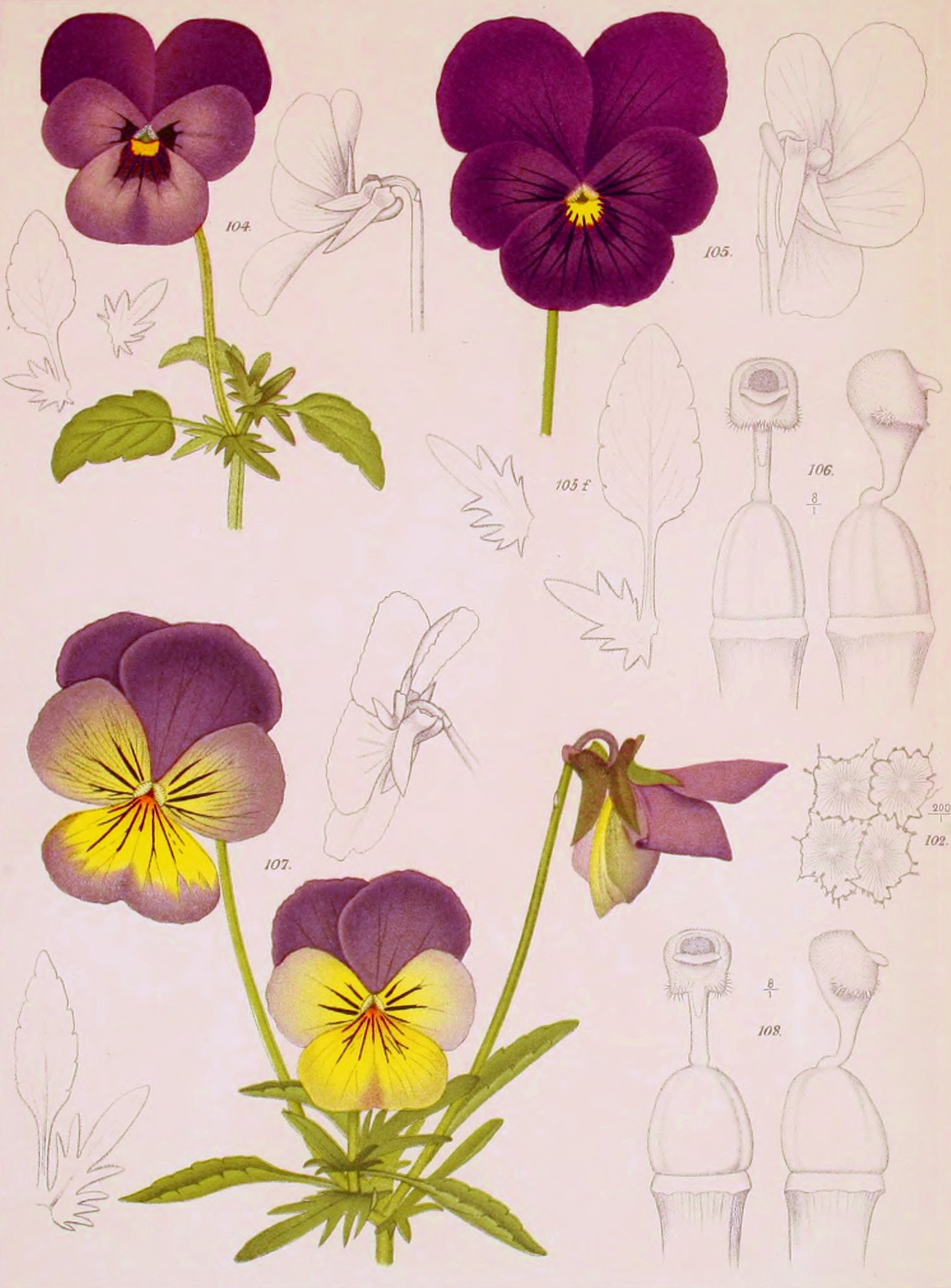
Viola × williamsii.

Viola × williamsii, bukettviol, är en hybrid mellan hornviol och pensé som togs fram i Storbritannien på 1860-talet.